# Андреас Целларій
А́ндреас Целла́рій (лат. Andreas Cellarius; * близько 1596 — † 1665, Горн, Нідерланди) — німецько-голландський математик, педагог, картограф, теоретик фортифікації.

## Життєпис
Народився у Нойгаузені поблизу Вормса (Німеччина). Навчався у Гайдельберзькому університеті. Протестант.
1625 року одружився з Катаріною Елтеманс та мешкав у Амстердамі, де викладав у Латинській школі. Від 1637 року і до смерті ректор Латинської школи у Горні (неп. Hoorn), Північна Голландія.

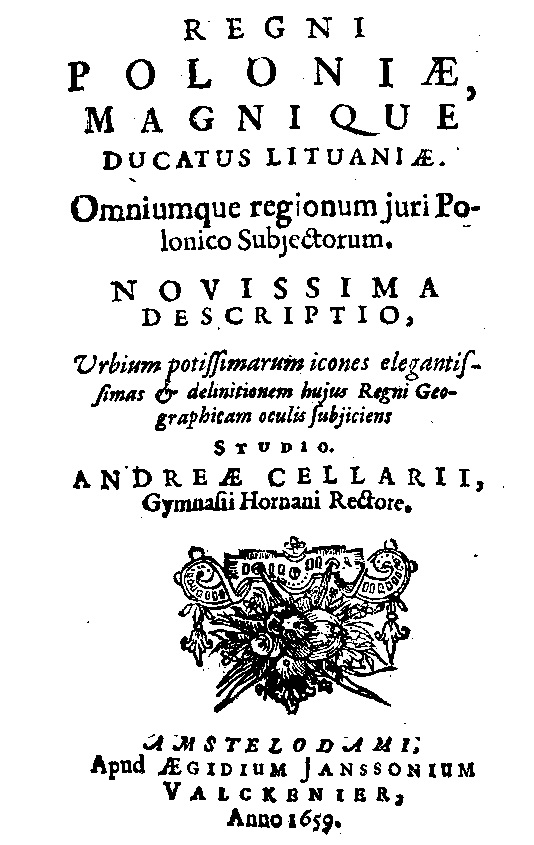
Обкладинка книги Андреаса Целларія

1652 року видав у Амстердамі латинською мовою працю «Regni Poloniae, Magnique Ducatus Lituaniae. Omniumque regionum juri Polonico Subjectorum. Novissima Descriptio, Urbium potissimarum icones elegantissimas et delinitionem hujus Regni Geographicam oculis subjiciens» («Королівство Польське, Велике князівство Литовське. Усі регіони праву польському підлеглі. Найновіший опис, міст найзначніших зображення пречудове та начерк цього Королівства географії очам представлений»). 1659 року в Амстердамі побачило світ друге видання цієї праці. 1660 року також в Амстерддамі «Королівство Польське…» було перевидано німецькою мовою.
Целларій уклав свою працю не на основі особистих спостережень, а, за його власним висловом, «зібрав із чималими зусиллями з різних авторів». «Королівство Польське…» Целларій присвятив одному зі своїх вихованців — «найшляхетнішому й найчудовішому юнакові Якобу Форесту», синові Теодора Фореста, одного із сановников Північної Голландії. Праця Целларія досить велика (605 сторінок у 16°), містить мапу володінь Польщі та краєвиди найвідоміших міст. Є багато посилань на найрізноманітніші джерела, що засвідчує високу обізнаність автора.
Найвідомішим твором науковця є «Atlas Coelestis Seu Harmonia Macrocosmica» («Атлас небес або Гармонія макрокосмосу»), опублікований в Амстердамі у 1660 році Йоганном Янсоніусом та перевиданий наступного року. Атлас складається з 29 мап руху сонця, місяця та планет, які відзеркалюють вчення про космос Клавдія Птолемея, Миколая Коперника та Тихо Браге.
Переклад частини твору російською мовою  увійшов до праці «Сборникъ матеріаловъ для исторической топографіи Кіева и его окрестностей» під редакцією Володимира Антоновича та Ф. Терновського.
У 2008 році іменем ученого назвали одну з малих планет — 12618 Целларіус.

## Галерея мап та ілюстрацій з «Atlas Coelestis Seu Harmonia Macrocosmica»

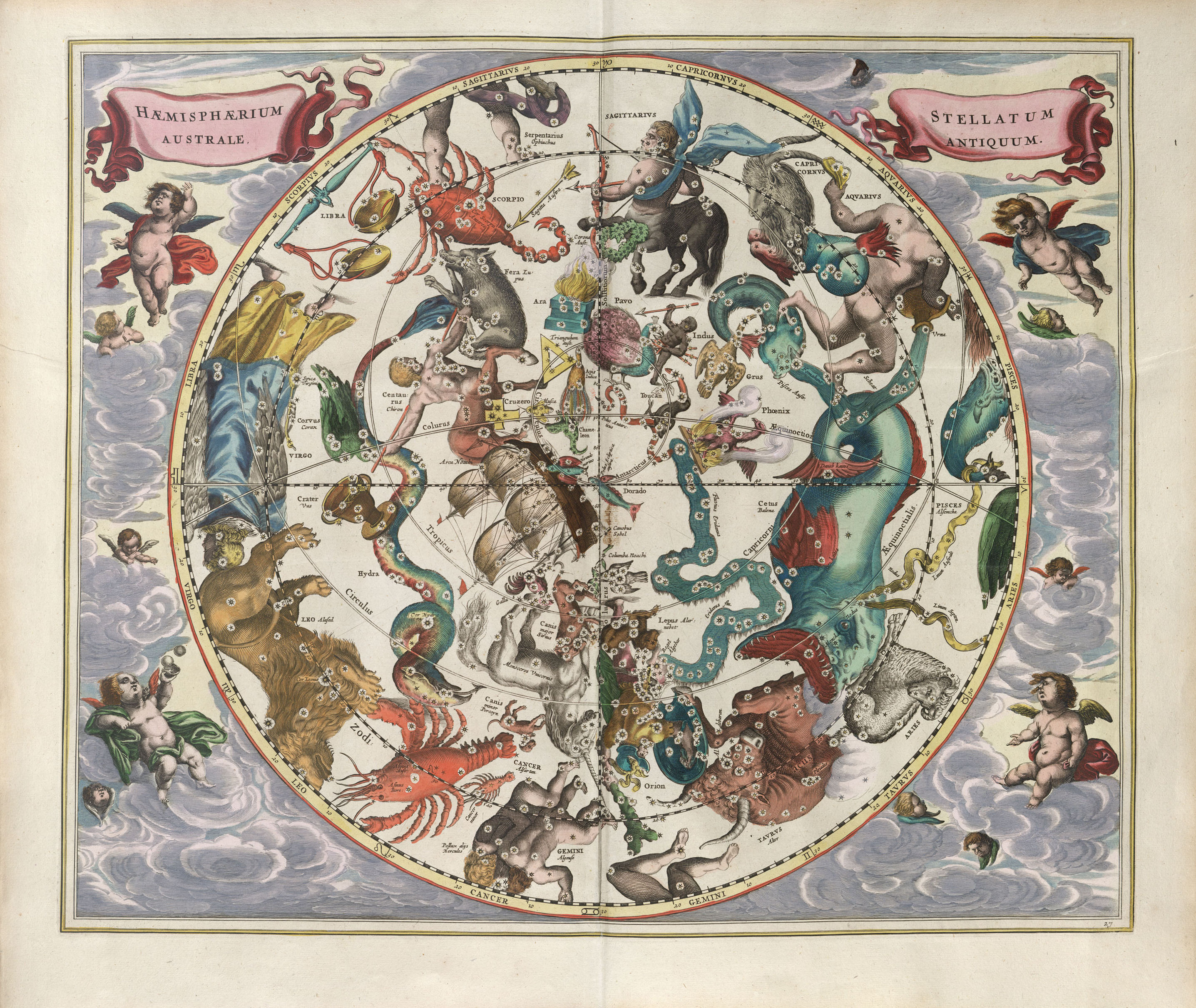
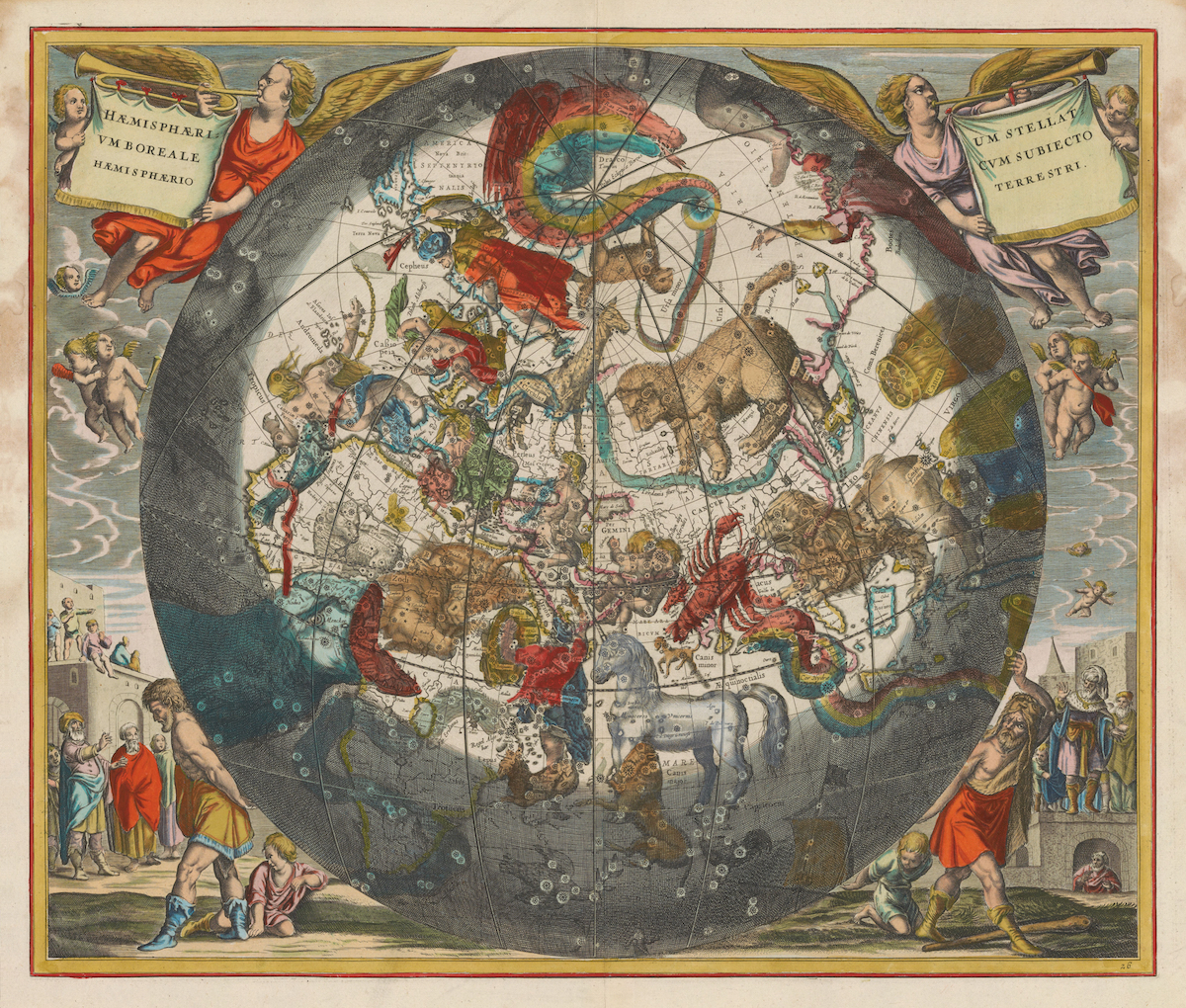
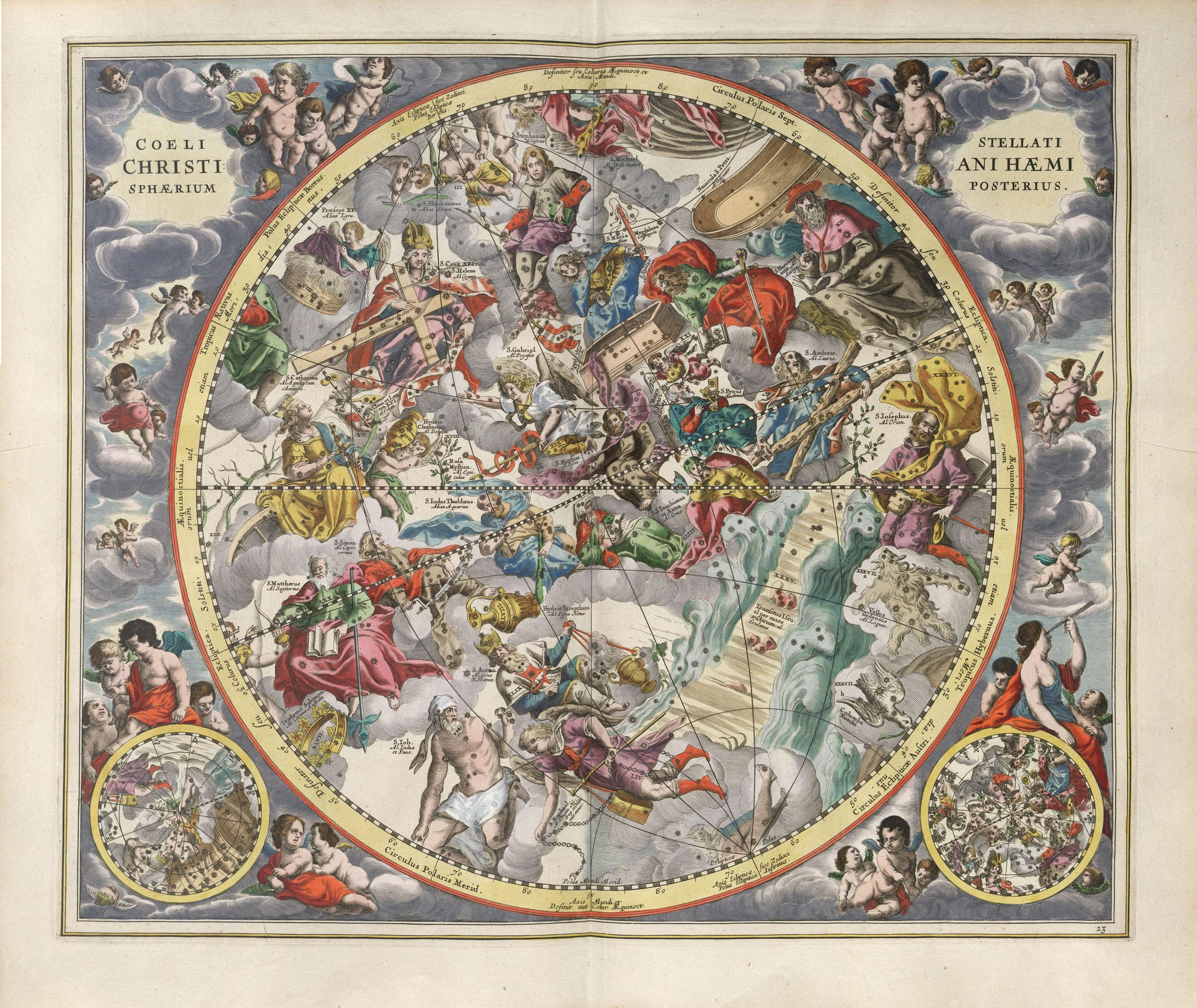
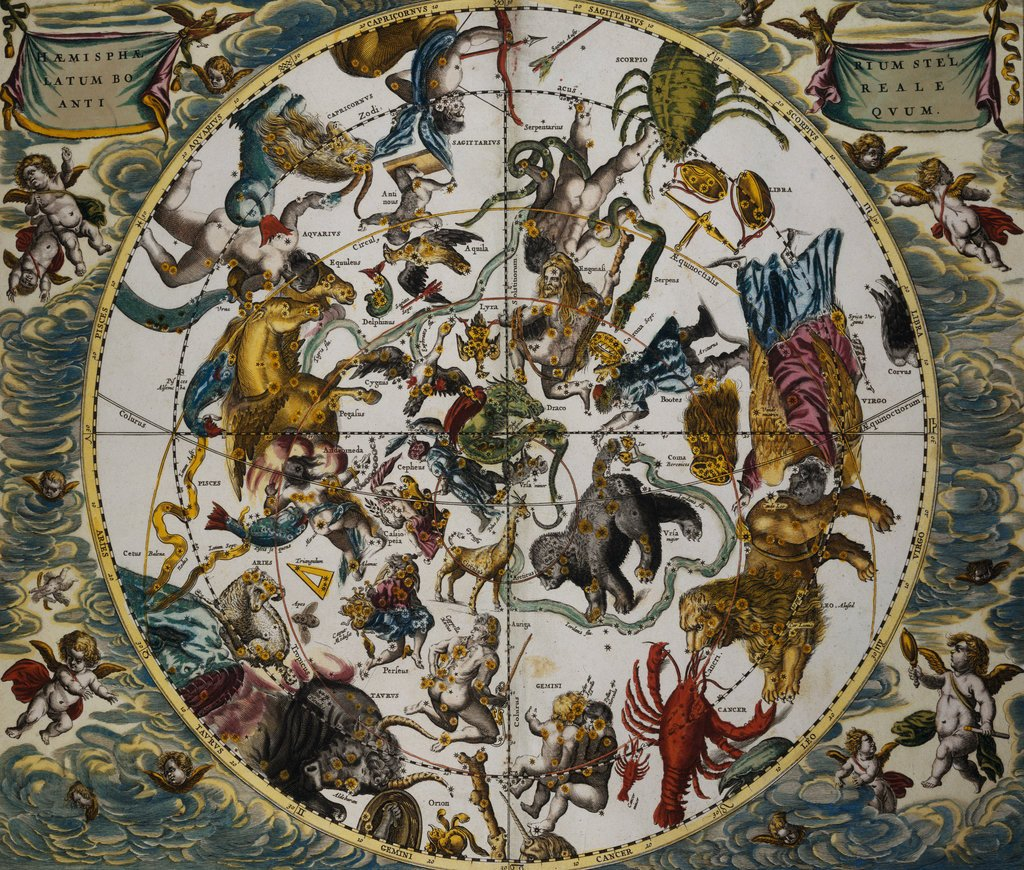
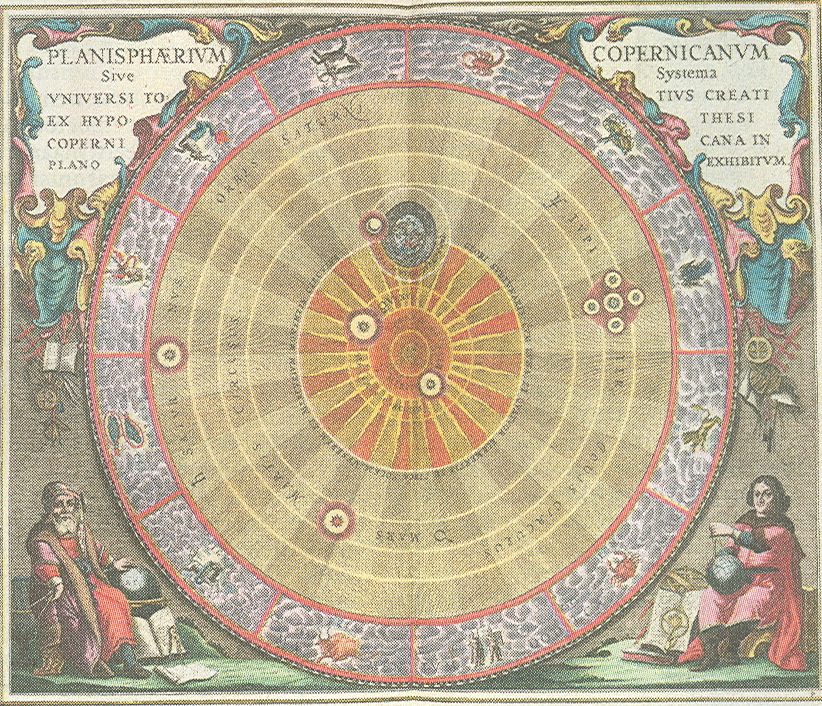
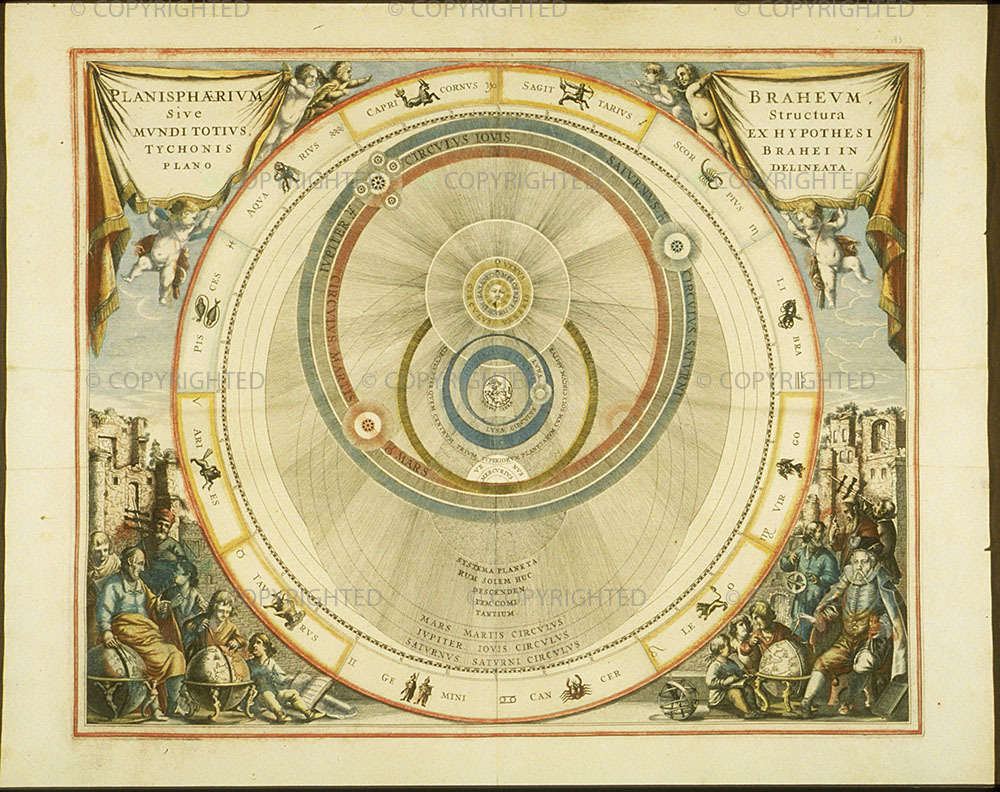
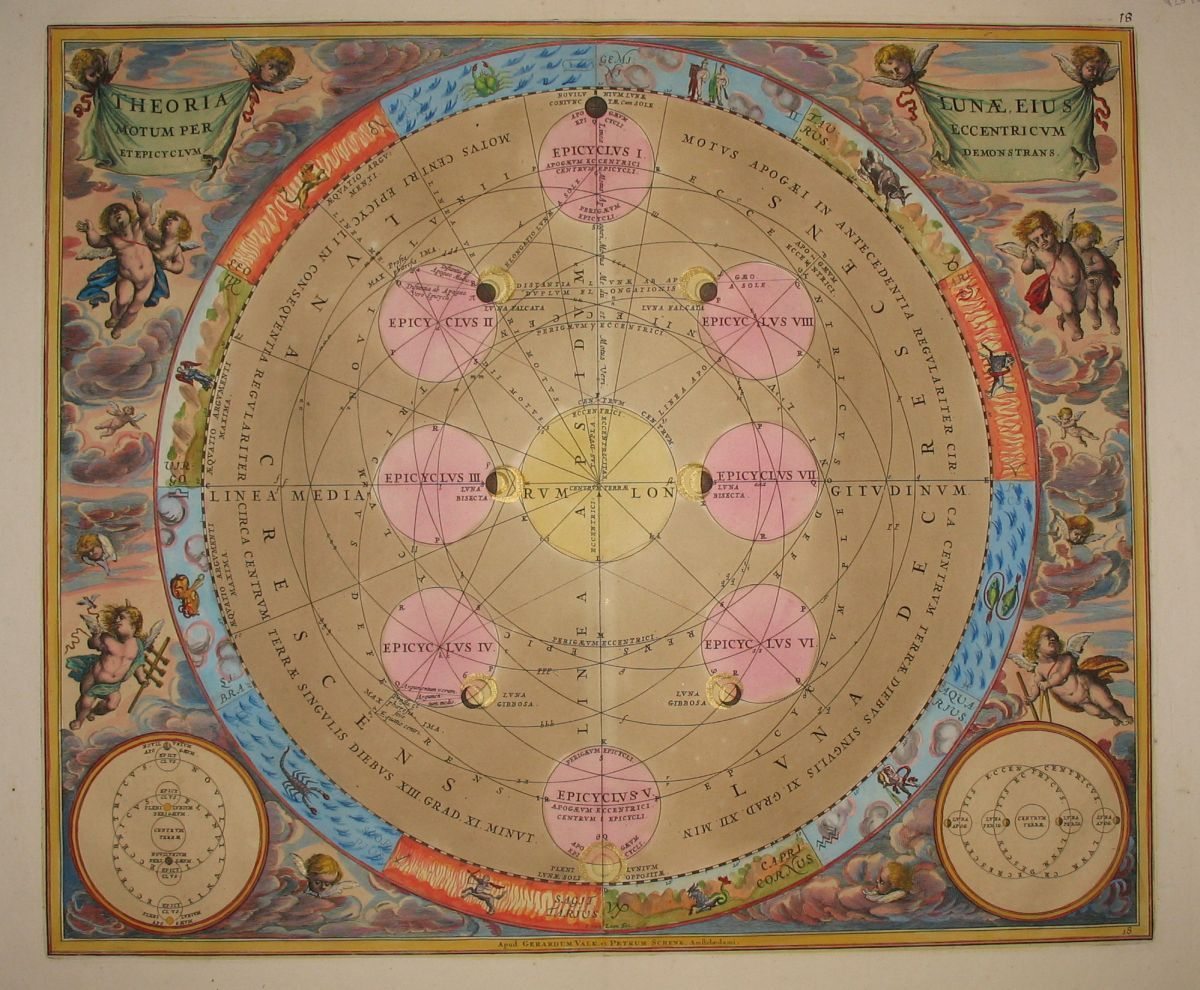
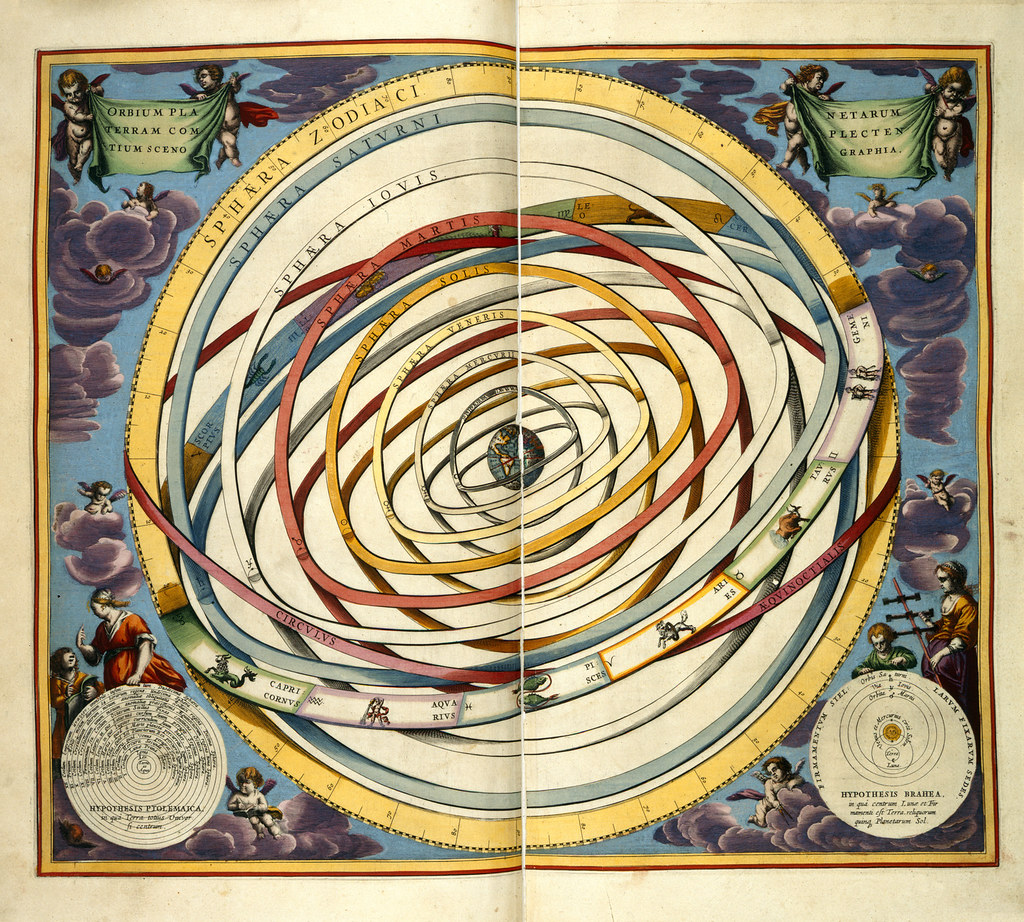
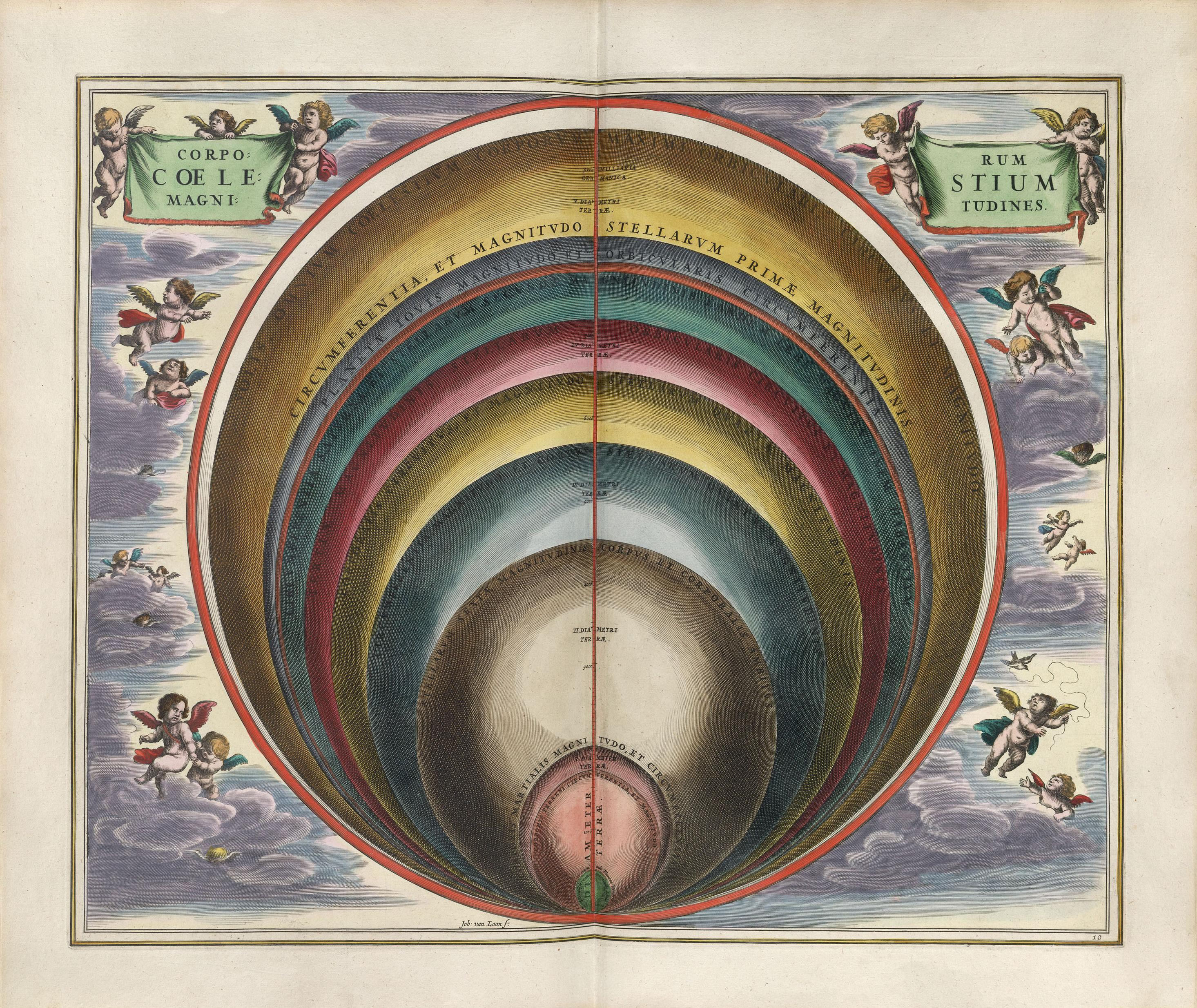
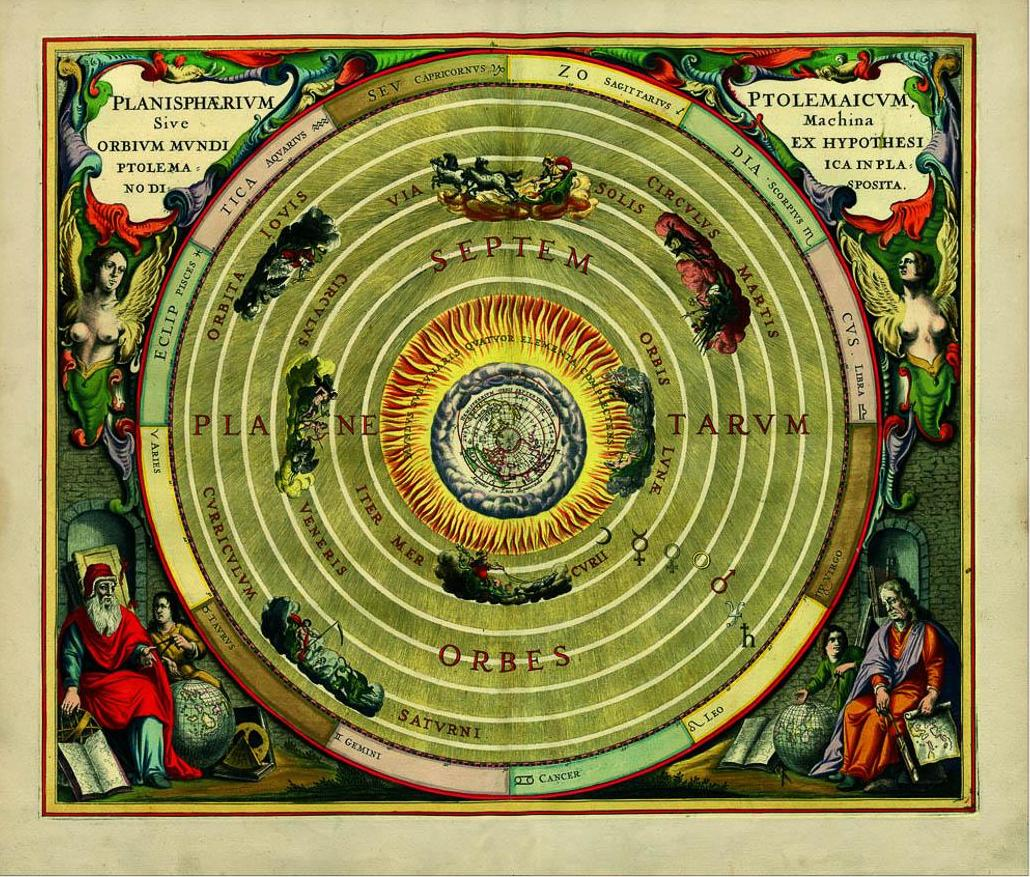
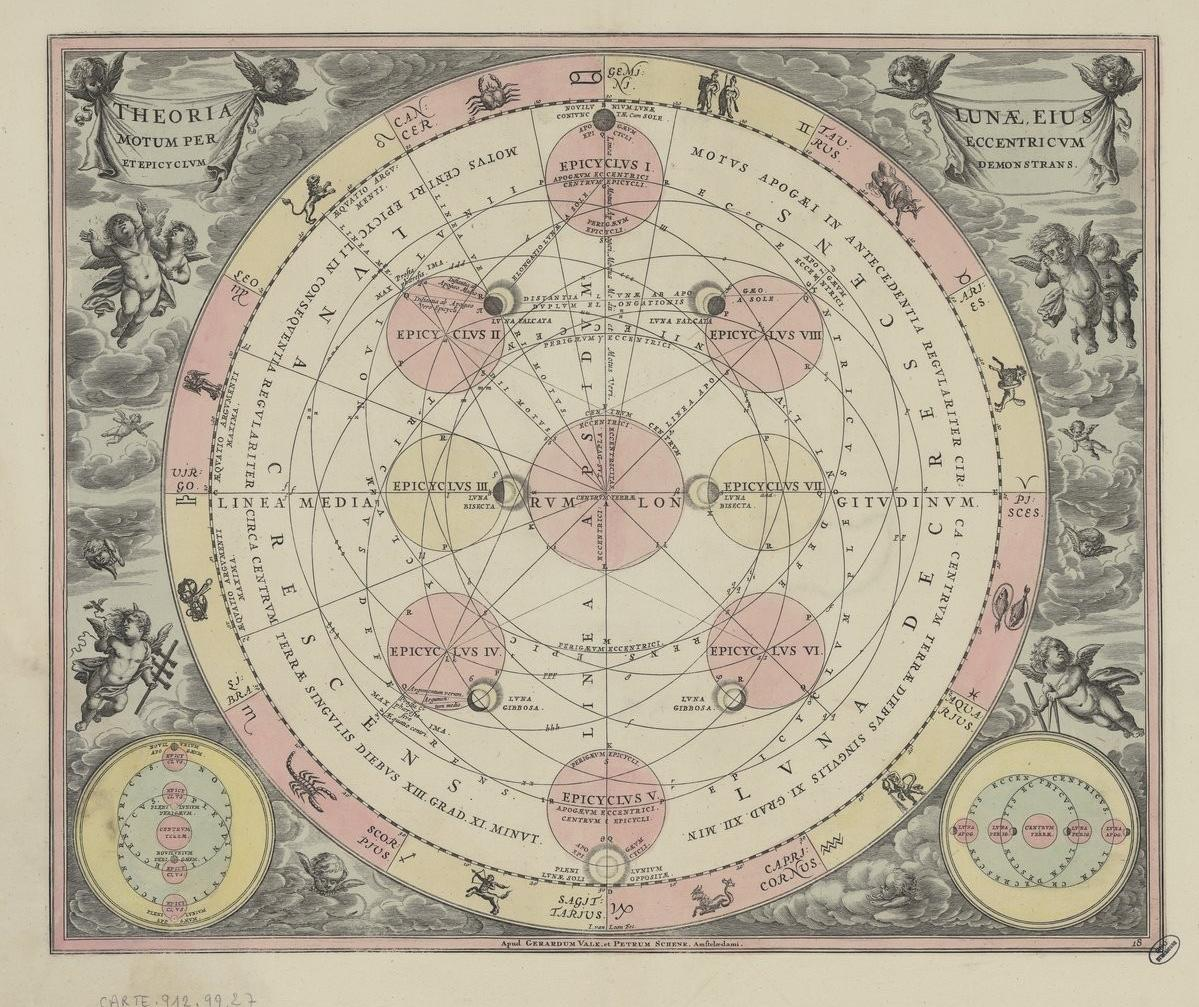
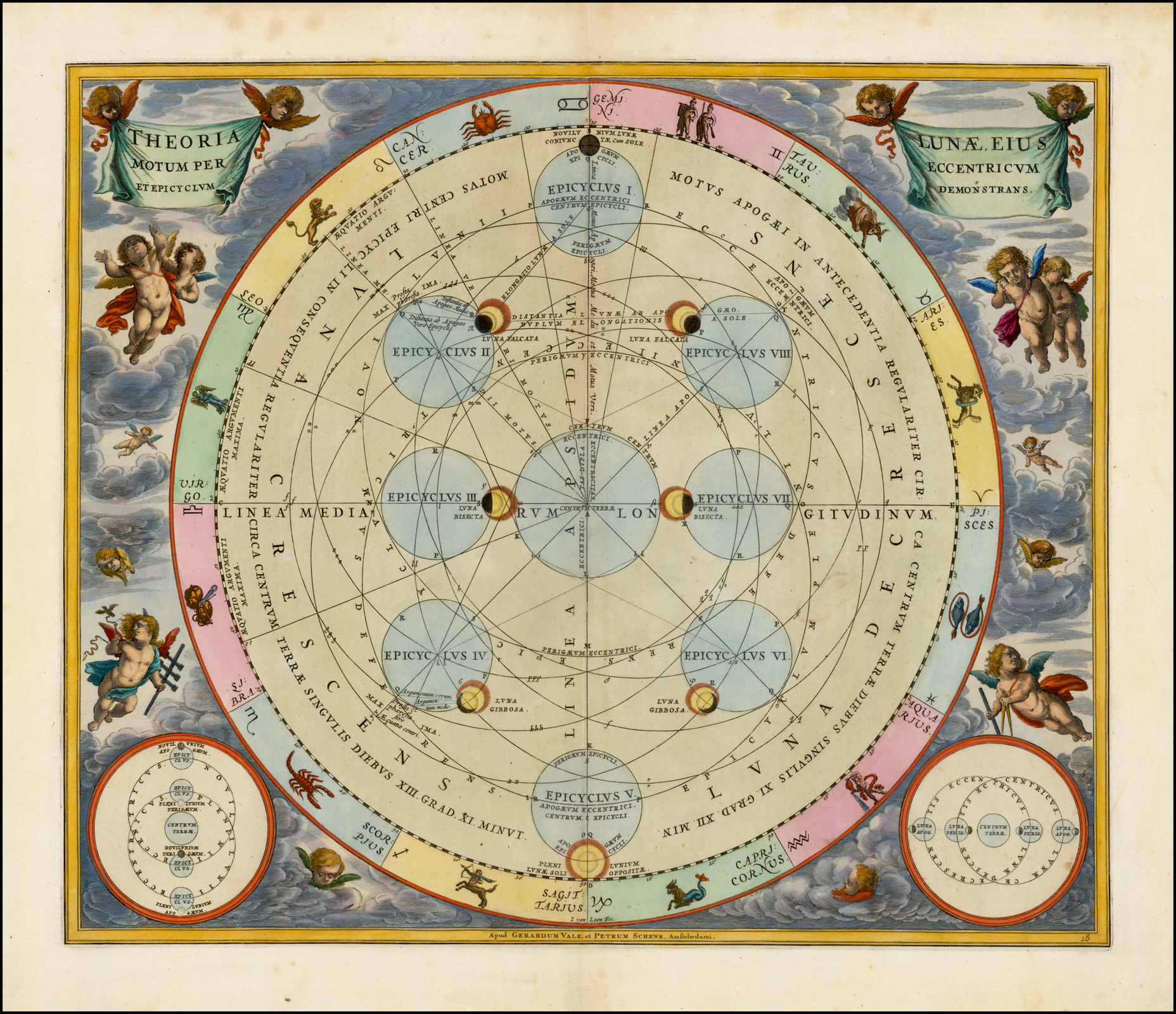
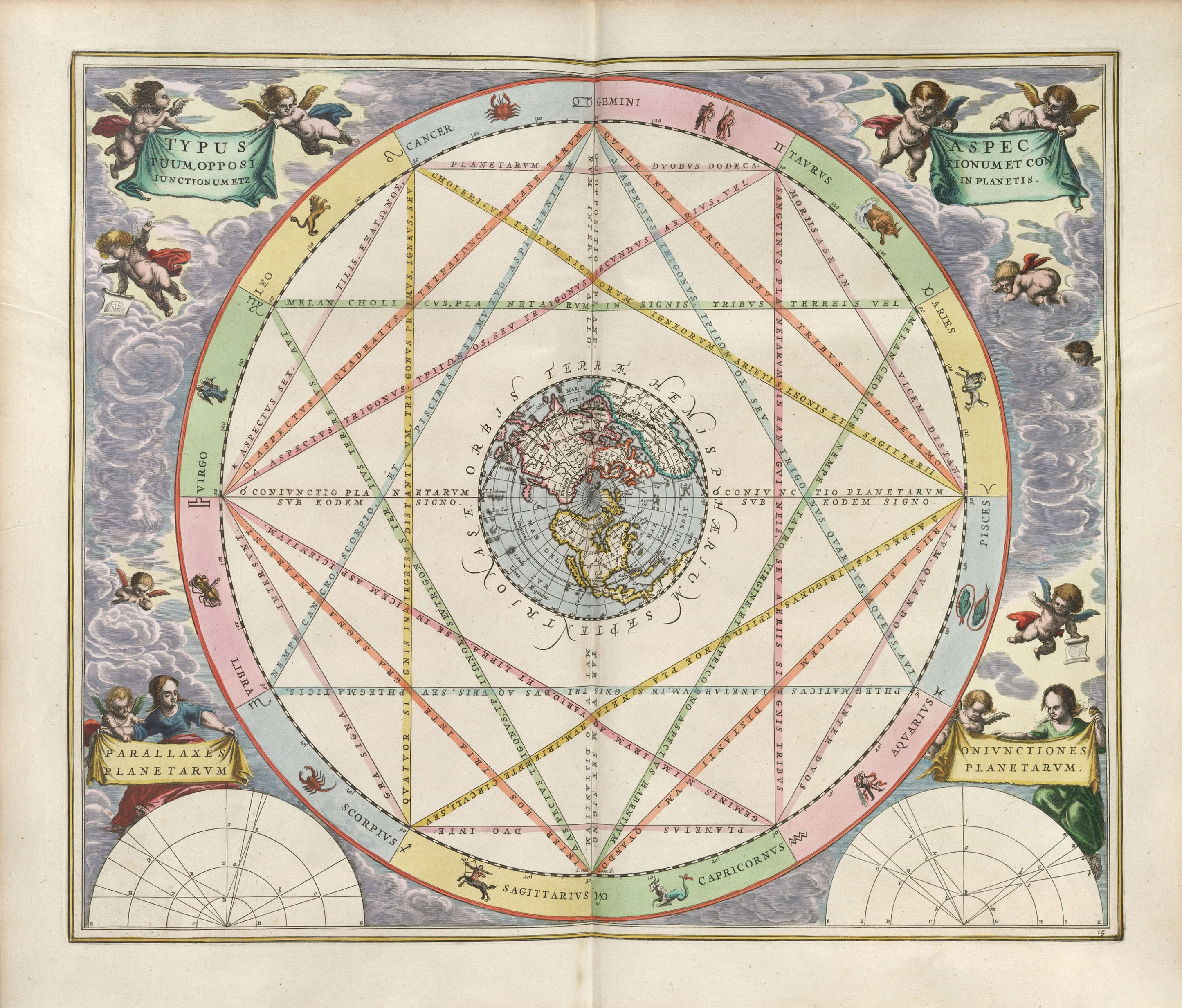
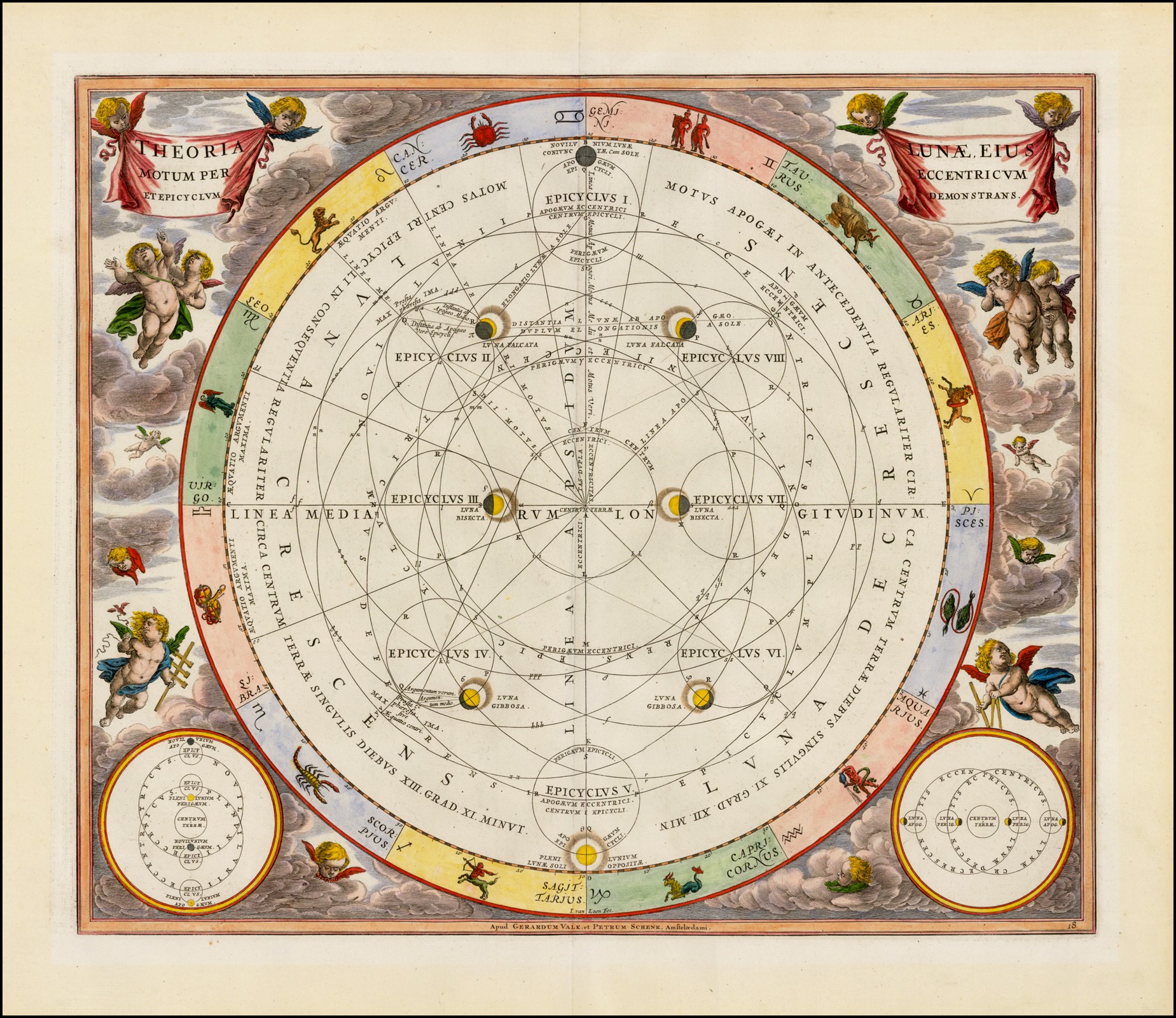
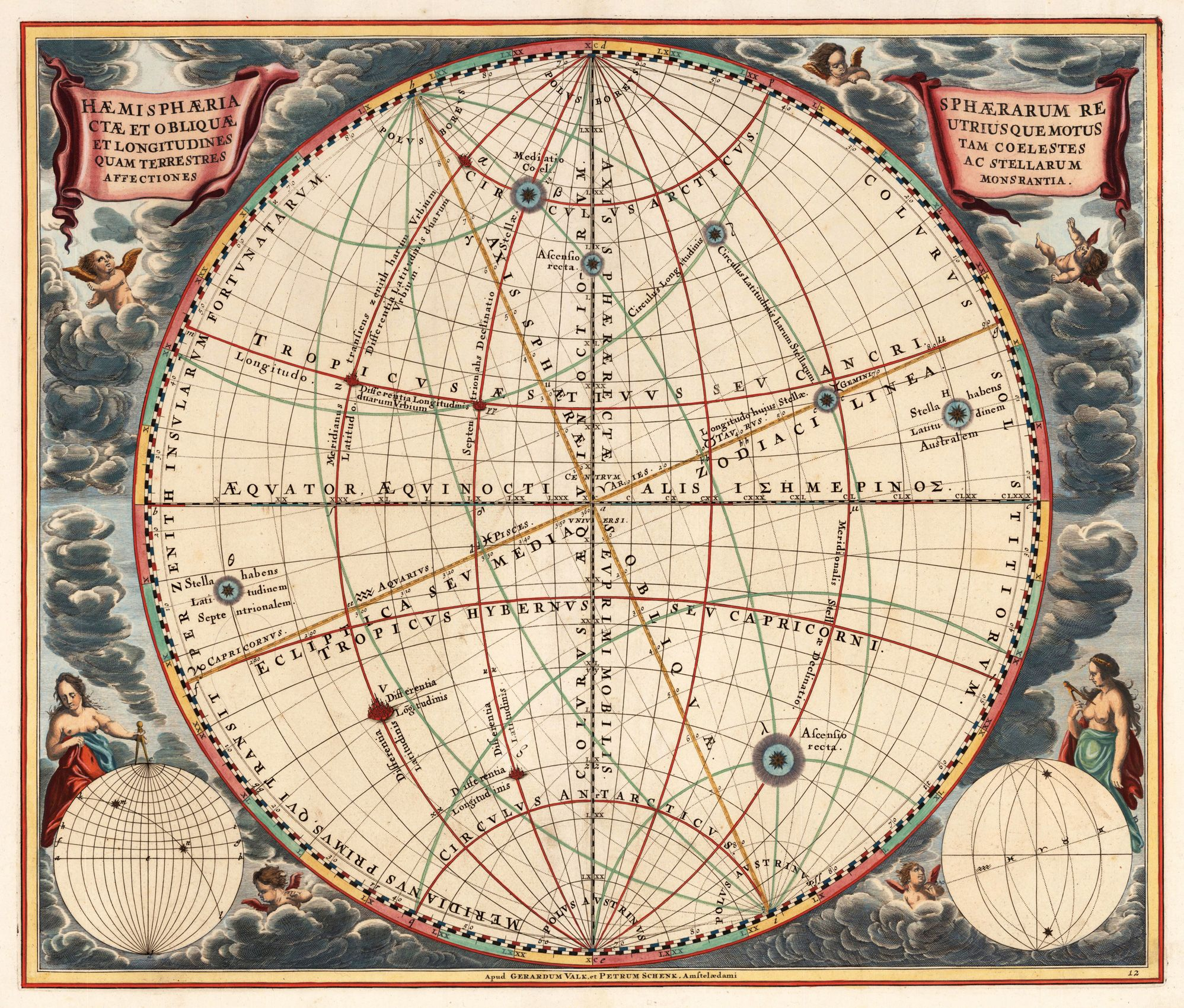
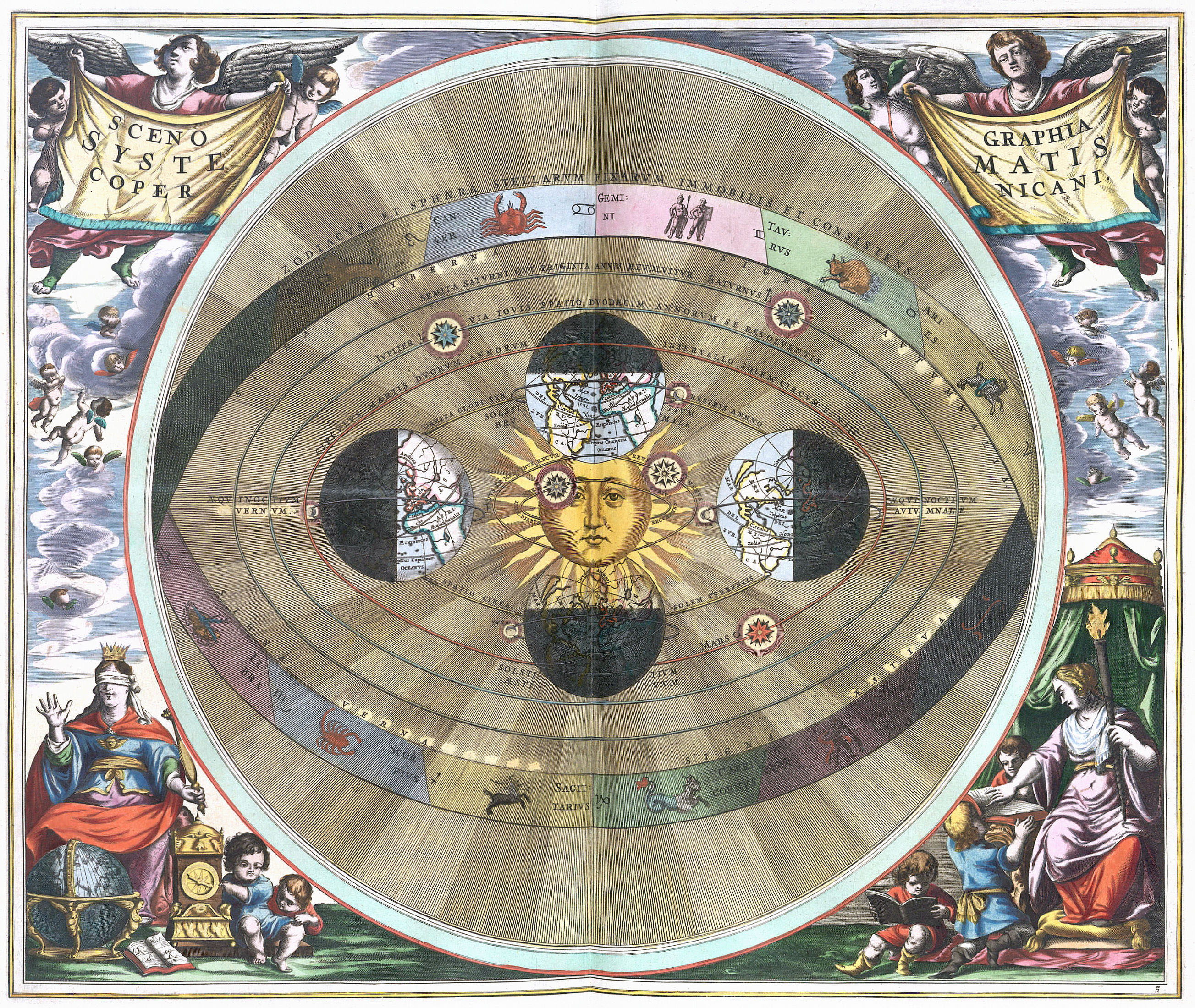
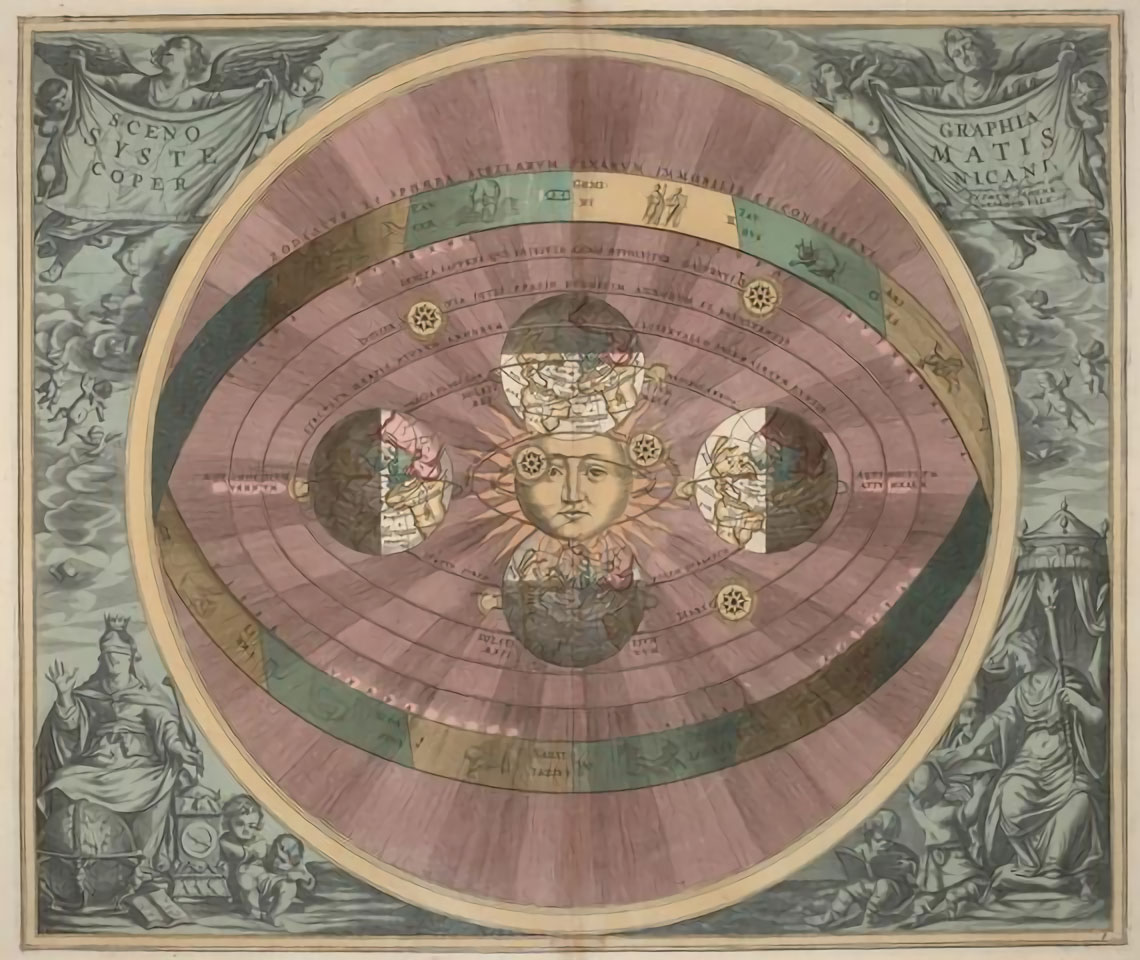
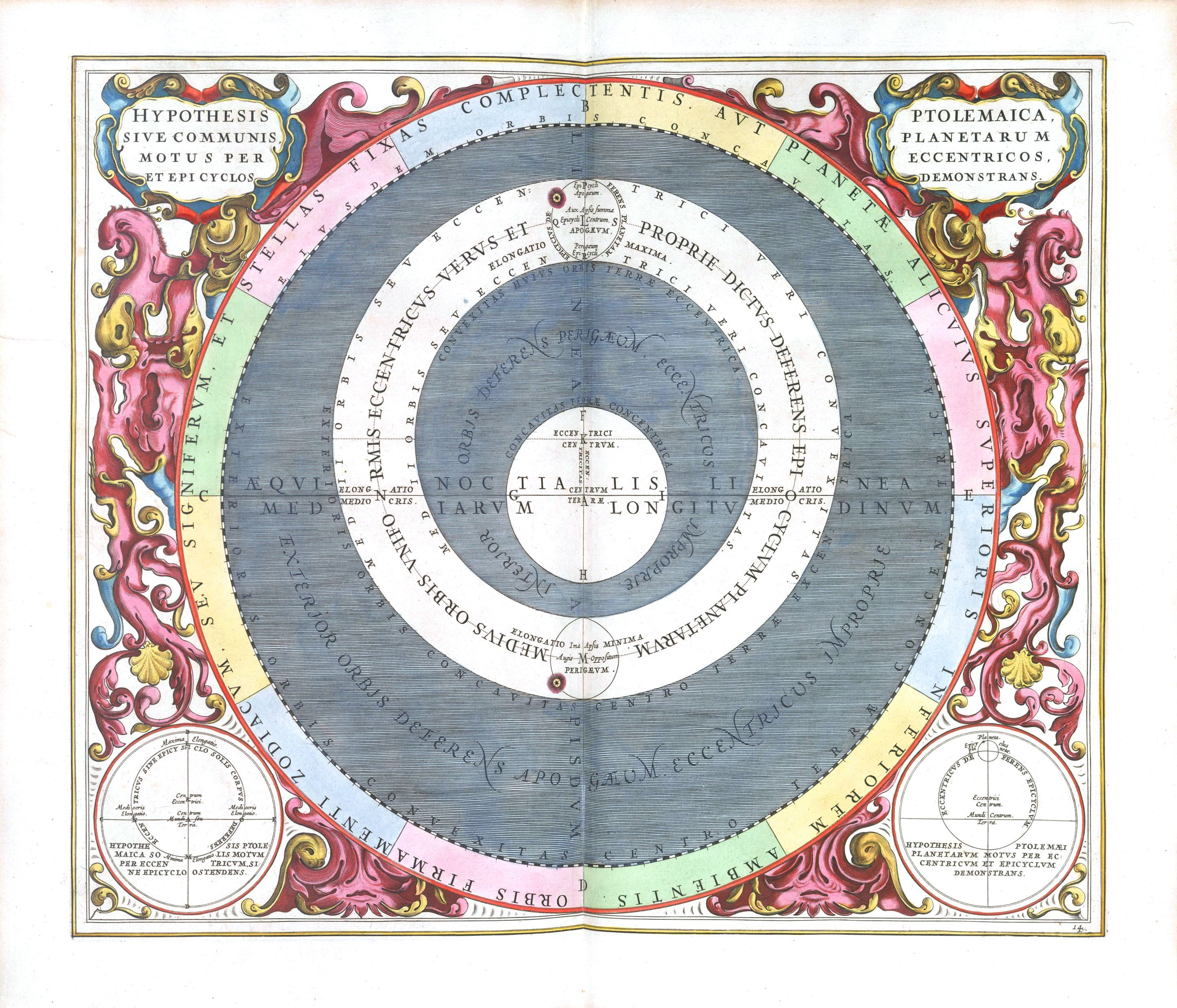
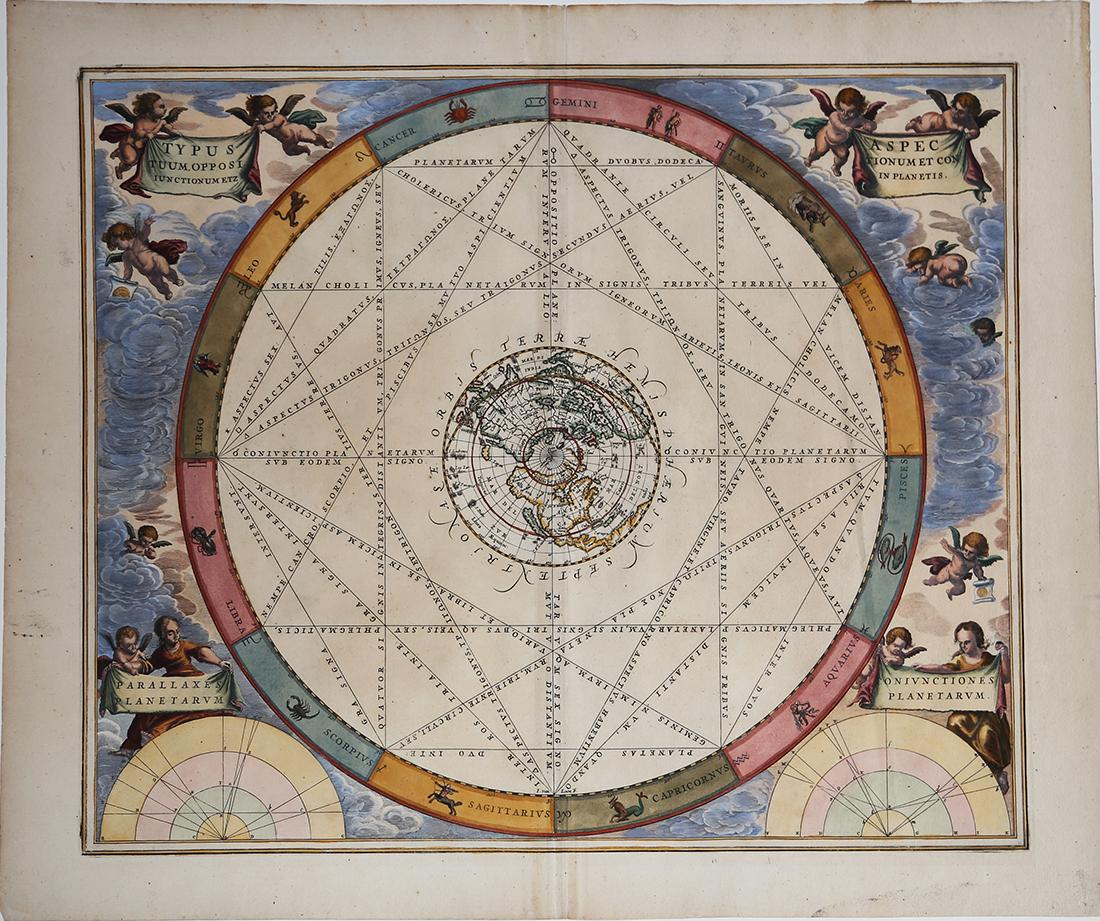
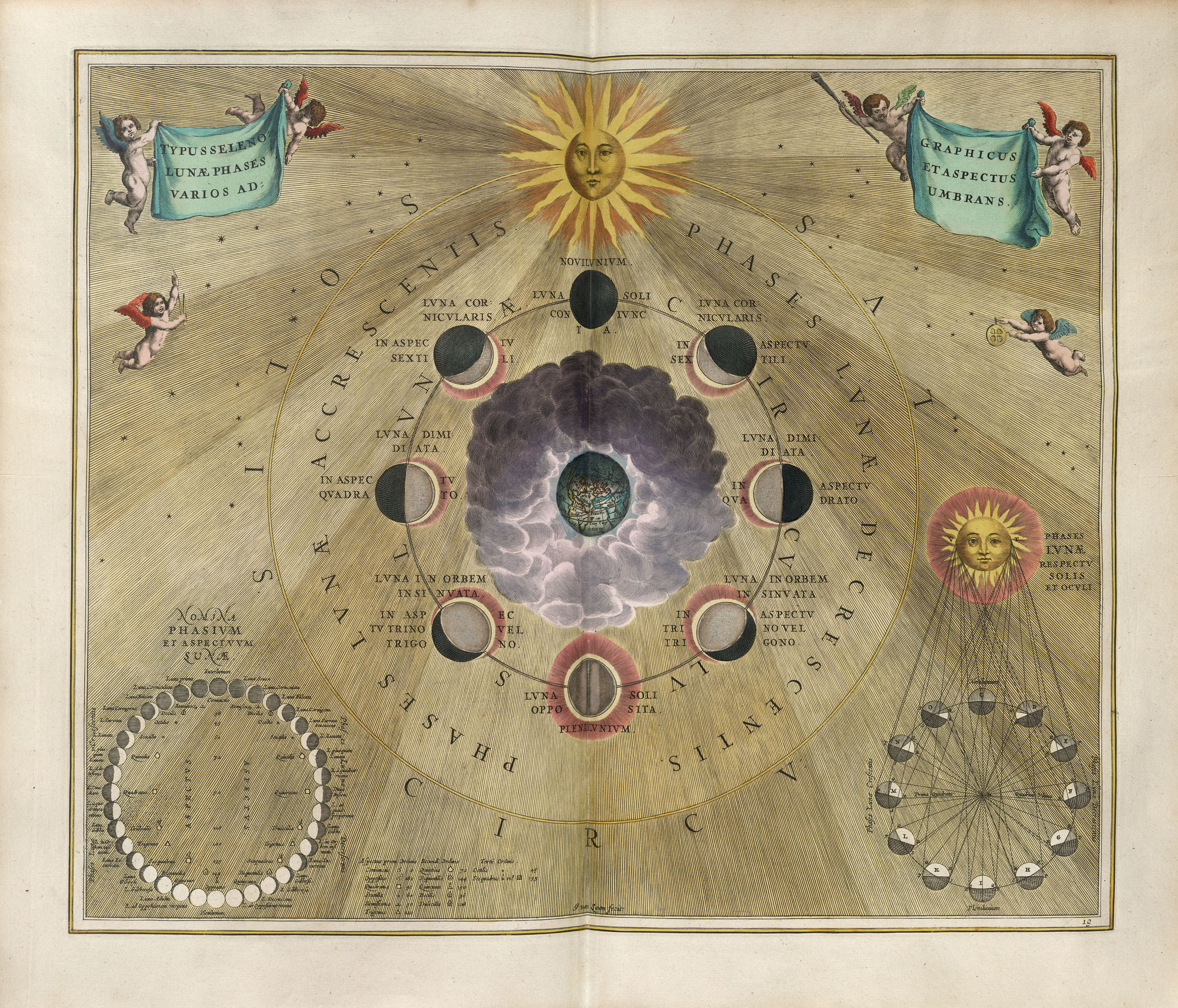
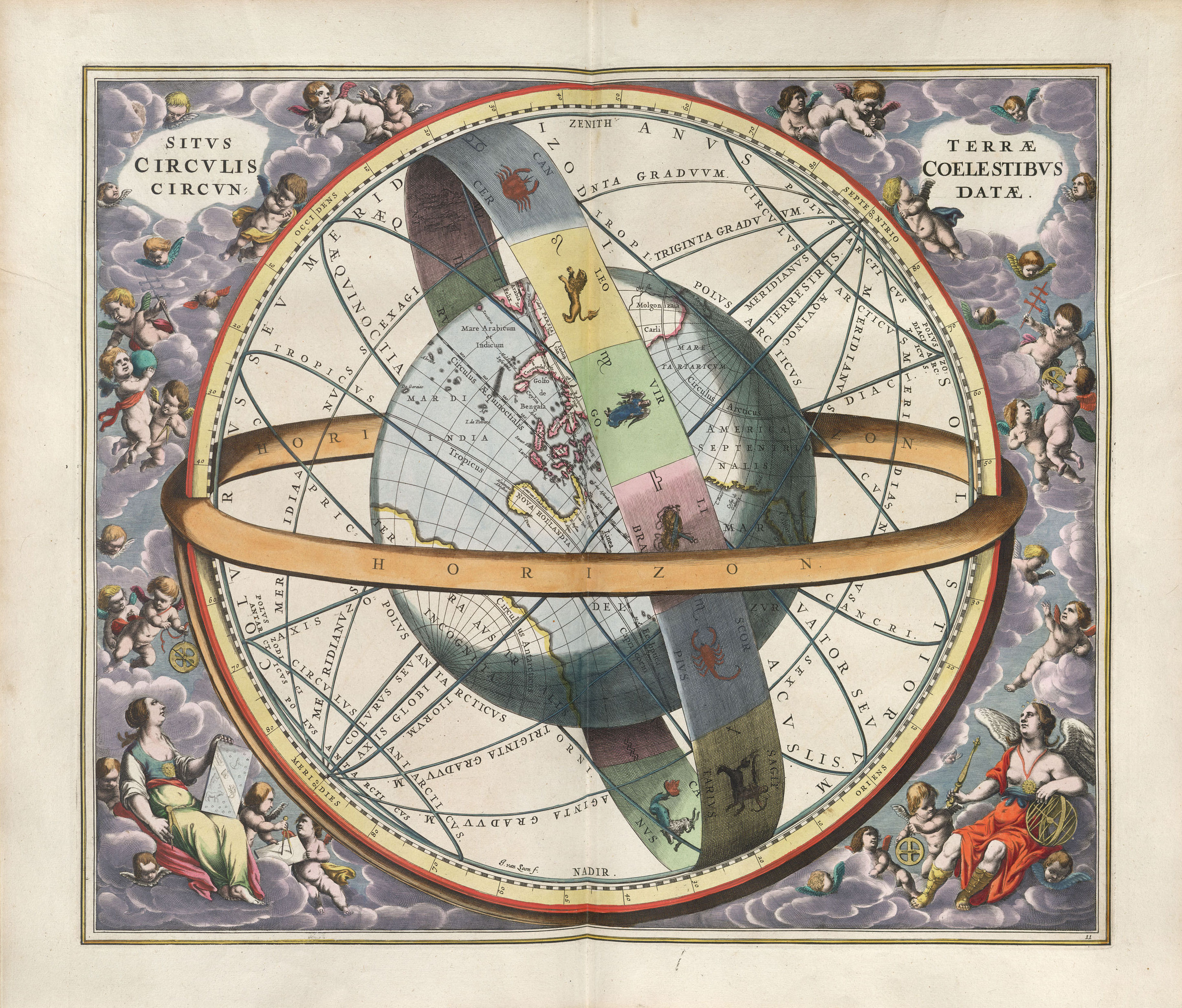
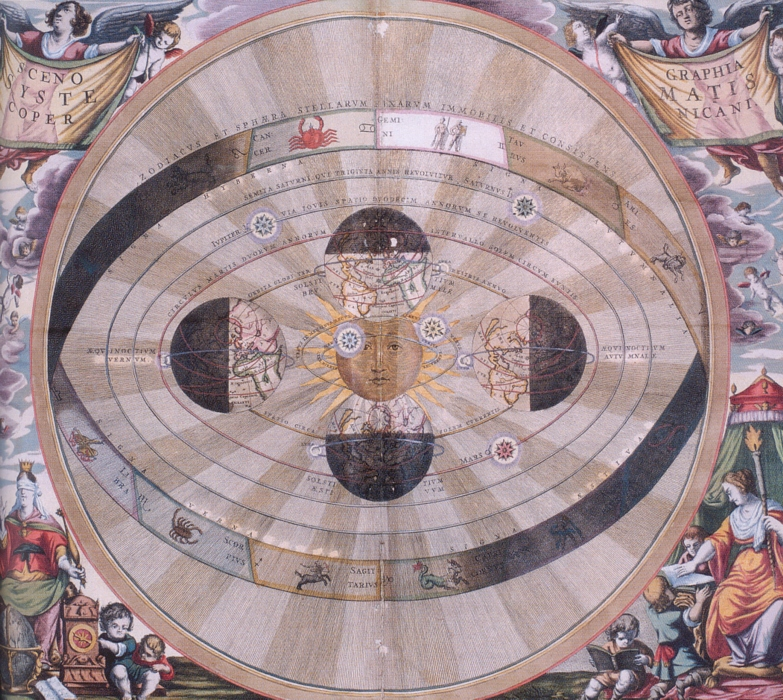
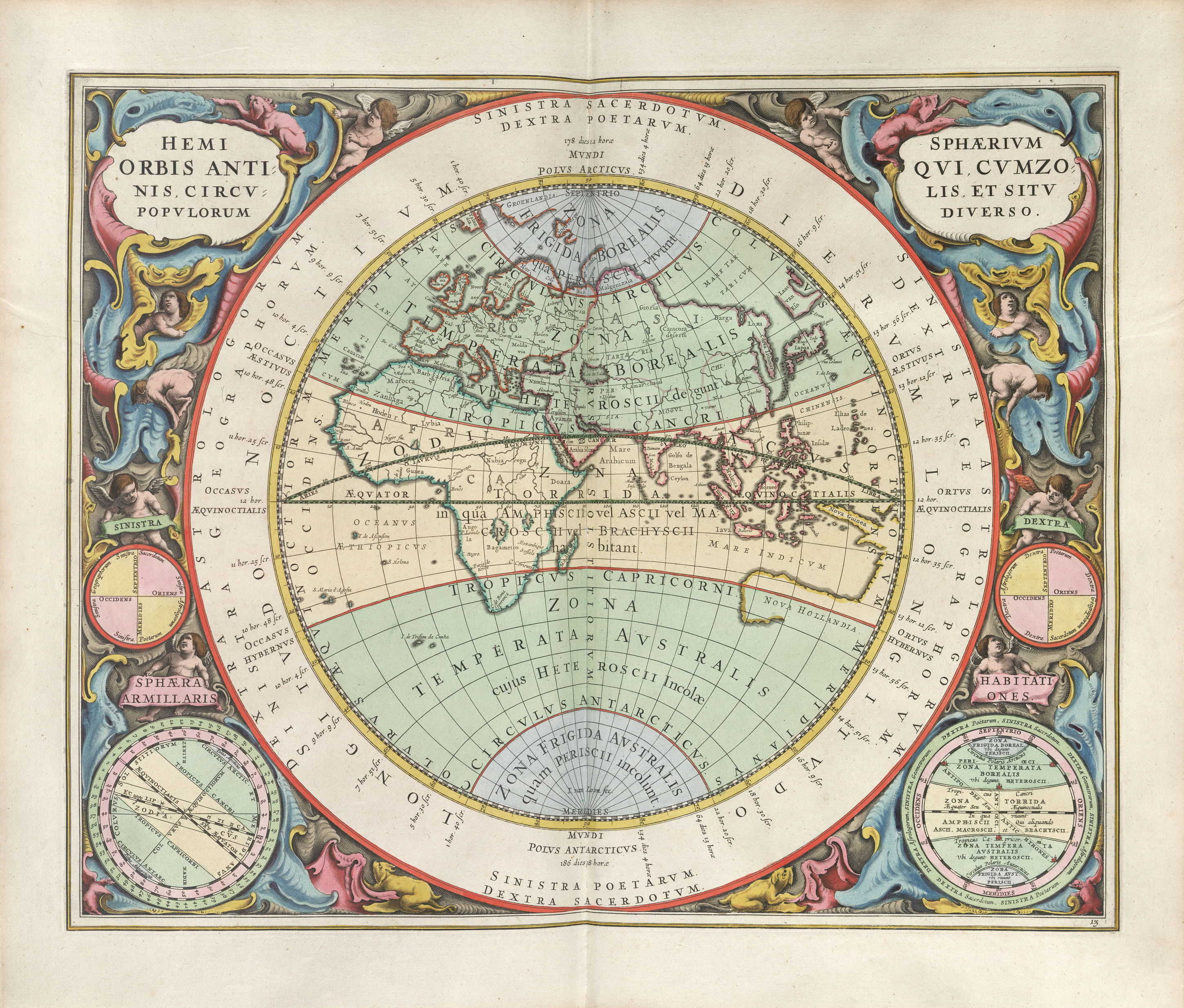
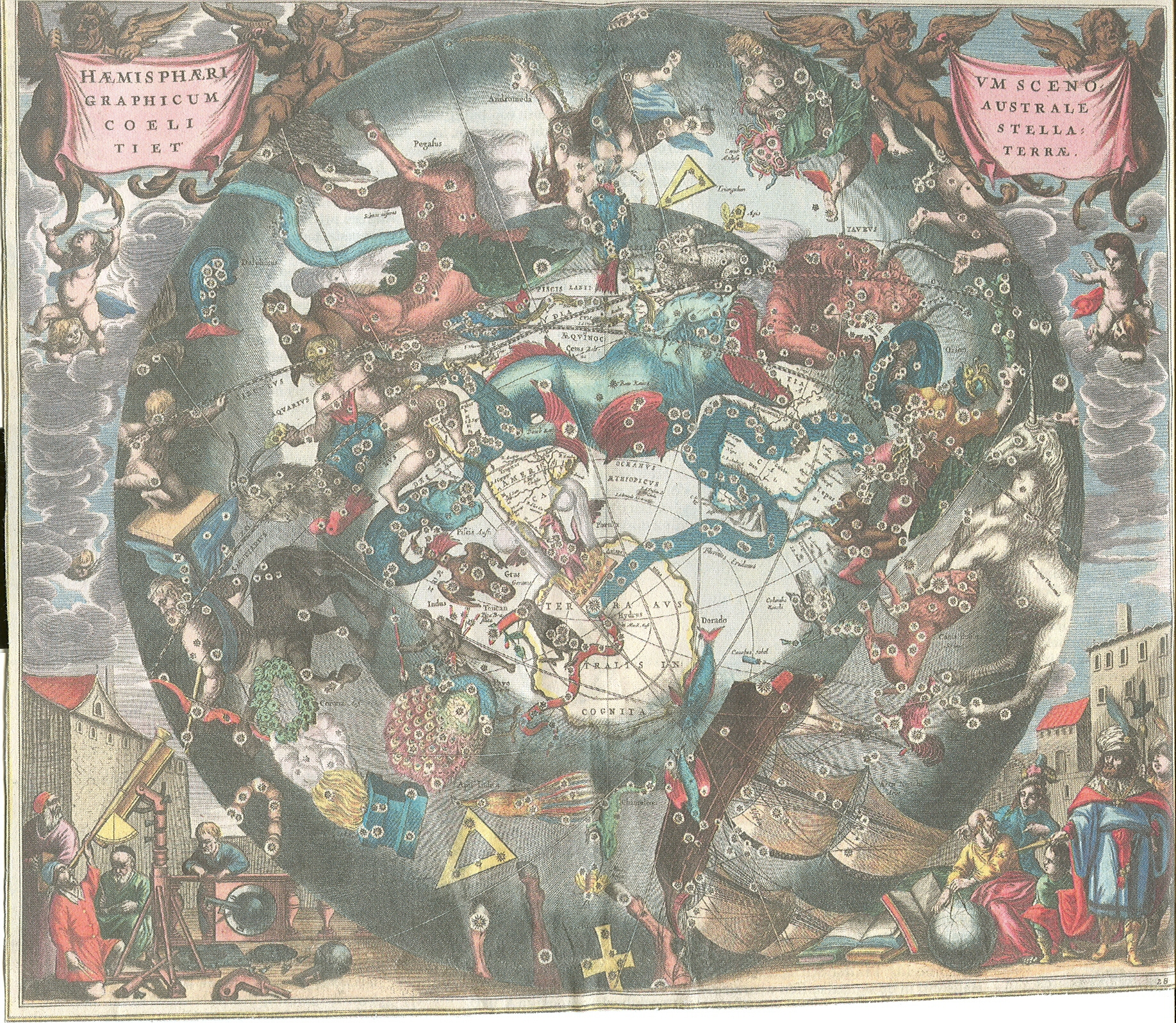
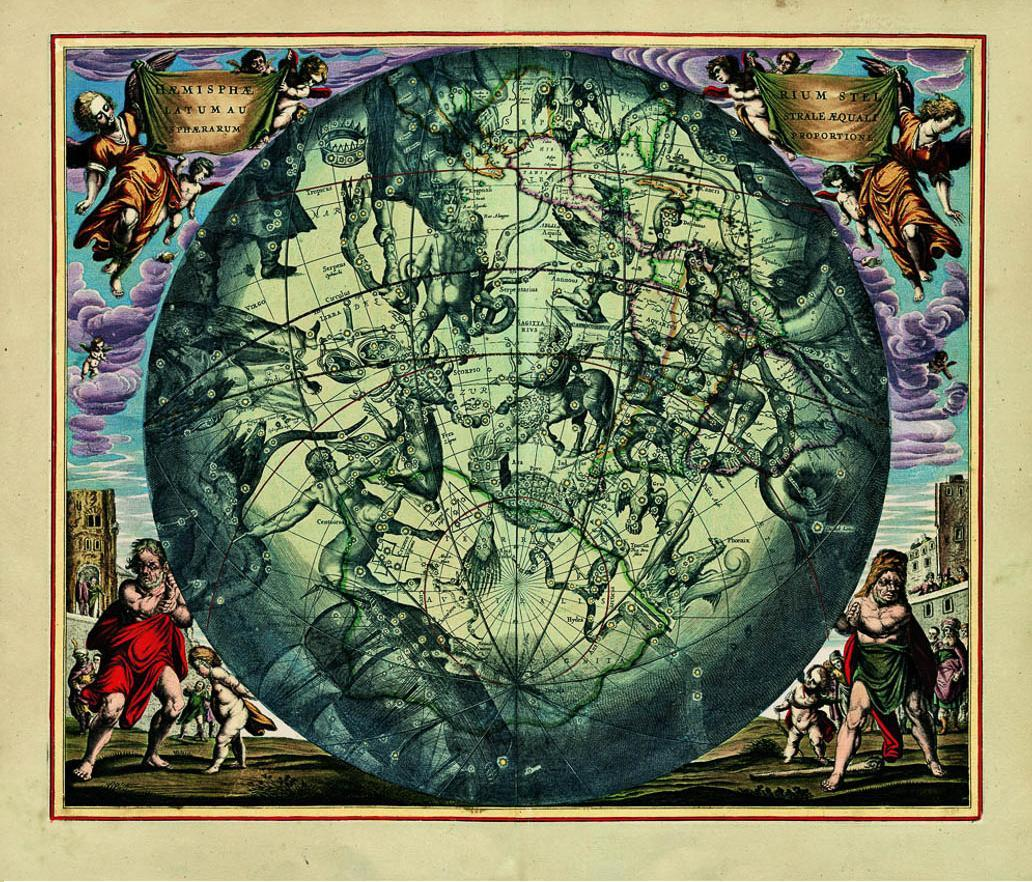